# ليه باورز
ليه باورز (بالإنجليزية: Les Powers)‏ هو لاعب كرة قاعدة أمريكي، ولد في 5 نوفمبر 1909 في سياتل في الولايات المتحدة، وتوفي في 13 نوفمبر 1978 في سانتا مونيكا في الولايات المتحدة.

## وصلات خارجية
- ليه باورز على موقعبيزبول رفرنس.كوم (الدوري الرئيسي) (الإنجليزية)
- ليه باورز على موقعبيزبول رفرنس.كوم (الدوري الثانوي) (الإنجليزية)